# La Beauté d'Ava Gardner
Singles de Alain Souchon
Quand j'serai K.O.
(1989) Les Cadors (en public)
(1990)
La Beauté d'Ava Gardner est une chanson d'Alain Souchon, d'abord sortie en single en 1989, issue de l'album Ultra moderne solitude. D'abord sortie en face B d'un premier single, face à son succès, Alain Souchon décide de la sortir seule sur un single. Elle est écrite, composée et interprétée par Alain Souchon. Elle est de nouveau reprise dans l'album Nickel (1990) et l'album-compilation Collection 1984-2001.

## Présentation
Sur un air doux, Alain Souchon nous invite à regarder les choses simples de la vie. Il évoque avec poésie cette sorte de nostalgie qu’on éprouve au moment même où l’on vit les choses heureuses, et où l’on est en même temps conscient du fait qu’elles ne dureront pas, puisque "tout va dans la mer"… Savoir que cette conscience un peu douloureuse de l’éphémère est partagée, et peut être dite avec tant de délicatesse, soulage un peu de la morsure de la lucidité : 
"Retrouver dans la lumière

La beauté d'Ava Gardner.

Retrouver les choses premières,

La beauté d'Ava Gardner."

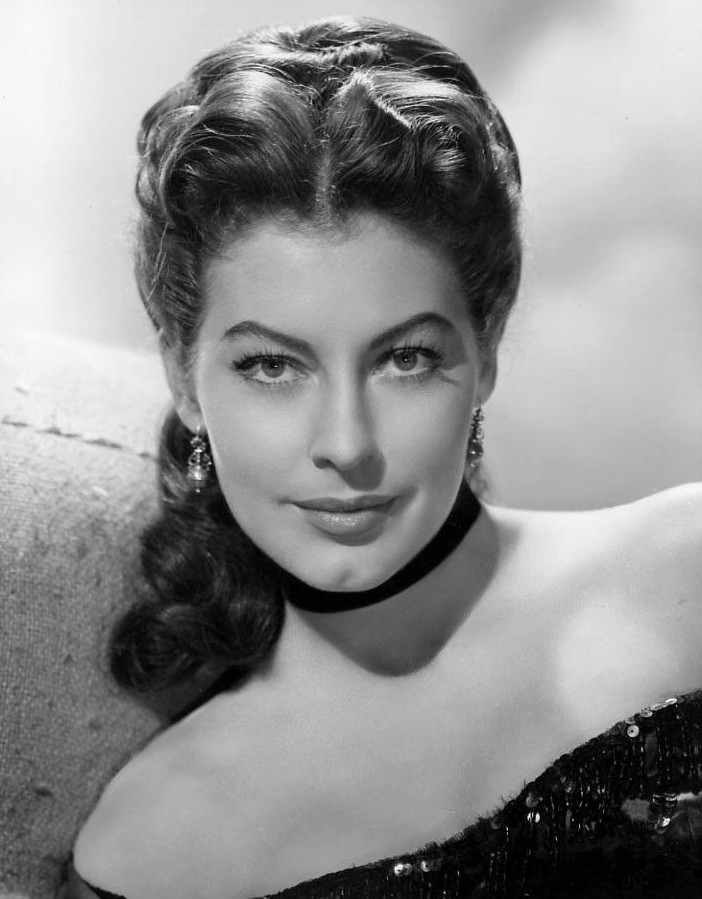
Ava Gardner dans Show Boat (1951).

Cette chanson est aussi un bel hommage à l'actrice américaine, Ava Gardner.

## Reprise
- La chanteuse L a repris cette chanson en 2018 sur l'album hommage à Alain Souchon, Souchon dans l'air, vol 2.